# Lista de capítulos de Vagabond
O mangá Vagabond é escrito e ilustrado por Takehiko Inoue, e é publicado pela editora Kodansha na revista Weekly Morning. O primeiro capítulo de Vagabond foi publicado em outubro de 1998, já tendo ultrapassado mais de 320 capítulos lançados atualmente. Nesta página, os capítulos estão listados por volume, com seus respectivos títulos originais (títulos originais na coluna secundária, os volumes de Vagabond não são titulados). Alguns capítulos saíram apenas na Morning, não tendo sido lançados na forma de volumes, porém, eles também estarão listados aqui.
No Brasil, foi licenciado pela editora Conrad e foram publicadas 44 edições (equivalentes à 22 volumes originais) entre novembro de 2001 e setembro de 2006. Houve também, a publicação de Vagabond numa Edição de Luxo do formato original, e foram publicados 14 volumes entre setembro de 2005 e outubro de 2007, as complicações da Conrad nos anos seguintes levaram a série a ser cancelada em ambas as publicações.
Posteriormente, foi licenciado pela editora Nova Sampa, e entre fevereiro e junho de 2014, apenas 4 volumes (15 ao 18) foram publicados, e veio a ser cancelado em setembro de 2015. Atualmente, é licenciado e publicado pela editora Panini desde fevereiro de 2016.

## Volumes 1~10
| - 1. Shinmen Takezo-sama - 2. Akemi - 3. Oko - 4. O Bandoleiro Tsujikaze - 5. Brincando com Sangue - 6. Os Dilemas de Hon'iden Matahachi aos 17 Anos - 7. Adeus Takezo - 8. Vila Miyamoto - 9. A Noiva - 10. Aqueles que Foram Abandonados | - 1. 新免武蔵様 (Shinmen Takezō-sama) - 2. 朱実 (Akemi) - 3. お甲 (Okō) - 4. 野武士辻風 (Nobushi Tsujikaze) - 5. 血遊び (Chi Asobi) - 6. 本位田又八17歳の懊悩 (Hon'iden Matahachi 17-sai no Ōnō) - 7. さらば武蔵 (Saraba Takezō) - 8. 宮本村 (Miyamoto-mura) - 9. 許嫁 (Iinazuke) - 10. 残された者たち (Nokosa reta Mono-tachi) |

| - 11. Demônio Maldito - 12. Takuan - 13. Vida - 14. Espada da Morte - 15. Não Tenho Medo - 16. Captura - 17. Foça Inigualável - 18. A Humilhação na Árvore - 19. O Filho do Demônio - 20. Morte - 21. Um Lugar à Luz | - 11. 悪鬼 (Aku Oni) - 12. 沢庵 (Takuan) - 13. 生 (Sei) - 14. 斬死 (Kirijini) - 15. 怖くない (Kowakunai) - 16. 捕獲 (Hokaku) - 17. 天下無双 (Tenka Musō) - 18. 樹上の恥 (Jujō no Haji) - 19. 鬼の子 (Oni no Ko) - 20. 死 (Shi) - 21. 光のある場所 (Hikari no aru Basho) |

| - 22. Miyamoto Musashi - 23. O Primeiro Passo de um Caipira - 24. Desafio - 25. Alvoroço na Academia Yoshioka - 26. Chefe de Família - 27. Instinto - 28. Demônio Maldito 2 - 29. Inexperiência - 30. Espada de um Golpe Só - 31. Fogo Infernal | - 22. 宮本武蔵 (Miyamoto Musashi) - 23. 田舎者の一歩 (Inakamono no Ippo) - 24. 挑戦 (Chōsen) - 25. 吉岡騒然 (Yoshioka Sōzen) - 26. 当主 (Tōshu) - 27. 本能 (Hon'nō) - 28. 悪鬼2 (Aku Oni 2) - 29. 世間知らず (Sekanshirazu) - 30. 一の太刀 (Ichi no Tachi) - 31. 業火 (Gōka) |

| - 32. Os Renegados - 33. A Partida - 34. A Partida 2 - 35. Distração - 36. Templo Hozoin - 37. Sede de Sangue - 38. Desajeitado - 39. Inshun - 40. Agon | - 32. 放浪者たち (Hōrō Mono-tachi) - 33. 旅立ち (Tabidachi) - 34. 旅立ち2 (Tabidachi 2) - 35. とらわれ (Toraware) - 36. 宝蔵院 (Hōzō-in) - 37. 殺気 (Sakki) - 38. 不細工 (Busaiku) - 39. 胤舜 (Inshun) - 40. 阿厳 (Agon) |

| - 41. Assassino - 42. Rugido - 43. O Segundo Mestre - 44. Vida - 45. Insegurança - 46. Demônio - 47. Terror - 48. Terror 2 - 49. Terror 3 | - 41. 刺客 (Shikaku) - 42. 咆哮 (Hōkō) - 43. 二代目の槍 (Nidaime no Yari) - 44. 命 (Inochi) - 45. 不安 (Fuan) - 46. 魔 (Ma) - 47. 恐怖 (Kyōfu) - 48. 恐怖二 (Kyōfu Ni) - 49. 恐怖三 (Kyōfu San) |

| - 50. Sobreviver - 51. À Espera da Revanche - 52. À Espera da Revanche 2 - 53. Jornada - 54. A Definição - 55. A Palavra de um Homem Indolente - 56. Osaka - 57. Verme - 58. Sasaki Kojiro - 59. Conserva Hozoin | - 50. 永らえる (Nagaraeru) - 51. 雌伏 (Shifuku) - 52. 雌伏二 (Shifuku Ni) - 53. 道程 (Dōtei) - 54. 見切り (Mikiri) - 55. ヒモだった男の決心 (Himodatta Otoko no Kesshin) - 56. 大阪 (Ōsaka) - 57. クソ虫 (Kusomushi) - 58. 佐々木小次郎 (Sasaki Kojirō) - 59. 宝蔵院漬 (Hōzō-in Tsu) |

| - 60. Noite da Véspera - 61. Noite da Véspera 2 - 62. Amanhecer - 63. O Fio da Aranha - 64. Entre o Céu e a Terra - 65. Legado - 66. Mestre - 67. Kami'izumi Ise no Kami Hidetsuna - 68. Sem Katana | - 60. 前夜 (Zen'ya) - 61. 前夜二 (Zen'ya Ni) - 62. 夜明け (Yoake) - 63. 蜘蛛の糸 (Kumo no Ito) - 64. 天地自然 (Tenchi Shizen) - 65. 伝えるもの (Tsutaeru Mono) - 66. 師 (Shi) - 67. 上泉伊勢守秀綱 (Kami'izumi Ise no Kami Hidetsuna) - 68. 無刀 (Mu Katana) |

| - 69. Vida 2 - 70. Vida 3 - 71. Inshun - 72. Shin'nosuke - 73. Brincando na Areia - 74. Chuva Repentina - 75. Sobrevivente - 76. Duelo sem Roubar Vidas - 77. Chame-me de Mestre - 78. Jovem Promissor | - 69. 命二 (Inochi Ni) - 70. 命三 (Inochi San) - 71. 胤舜 (Inshun) - 72. 慎之介 (Shin'nosuke) - 73. 砂遊び (Sunaasobi) - 74. 驟雨 (Shūu) - 75. 生還 (Seikan) - 76. 命を奪い合うことなく (Inochi o Ubaiau Koto Naku) - 77. 先生と呼ばれて (Sensei to Yobarete) - 78. 昇り竜 (Nobori Ryū) |

| - 79. Yagyu - 80. A Volta para Casa - 81. A Mensagem da Peônia - 82. Aquele que Sucede o Grande Mestre - 83. Legado - 84. Promessa - 85. Canoa de Pedra - 86. Reunião - 87. Os Provocadores | - 79. 柳生 (Yagyuu) - 80. 帰郷 (Kikyō) - 81. 芍薬の使者 (Shakuyaku no Shisha) - 82. 天下無双を継ぐ者 (Tenka Musō o Tsugu Mono) - 83. 相伝 (Sōden) - 84. 約束 (Yakusoku) - 85. 石の舟 (Ishi no Fune) - 86. 円座 (Enza) - 87. 乱波者 (Ran'ha-sha) |

| - 88. O Discípulo - 89. Um Homem Contra o Castelo - 90. Embate - 91. Flauta - 92. Quatro Veteranos - 93. Guerreiro Valoroso - 94. Execução - 95. Quero Estar ao Seu Lado - 96. Reencontro - 97. Porta de Correr | - 88. 弟子 (Deshi) - 89. 一人対一城 (Hitori Tai Ichijō) - 90. 合戦 (Gassen) - 91. 笛 (Fue) - 92. 四高弟 (Shi Kōtei) - 93. 豪傑 (Gōketsu) - 94. 成敗 (Seibai) - 95. そばにいたい (Soba ni Itai) - 96. 再会 (Saikai) - 97. 障子 (Shōji) |

## Volumes 11~20
| - 98. Invencível - 99. O Filho do Invencível - 100. O Verdadeiro Guerreiro - 101. Céu Azul - 102. Além dos Limites - 103. Despedida ao Anoitecer - 104. Céu de Outono - 105. Peregrinação - 106. Rastro - 107. O Caminho para Ise | - 98. 無双 (Musō) - 99. 天下無双の仔 (Tenka Musō no Kō) - 100. 真贋 (Shingan) - 101. 蒼天 (Sōten) - 102. 天下無限 (Tenka Mugen) - 103. 暁の別れ (Akatsuki no Wakare) - 104. 秋空 (Akizora) - 105. 旅路 (Tabiji) - 106. 足痕 (Ashi-kon) - 107. 伊勢路 (Iseji) |

| - 108. Topo - 109. Neblina - 110. Tio Gon - 111. A Escória - 112. Mãe - 113. O Calvário de Obaba - 114. Eu e Ele - 115. Fantasma - 116. Baiken - 117. Kusarigama | - 108. てっぺん (Teppen) - 109. 雲海 (Unkai) - 110. 権叔父 (Gon'oji) - 111. 下衆と呼ばれて (Gesu to Yobarete) - 112. おふくろ (Ofukuro) - 113. 婆受難 (Baba Junan) - 114. 彼我 (Higa) - 115. 亡霊 (Bōrei) - 116. 梅軒 (Baiken) - 117. 鎖鎌 (Kusarigama) |

| - 118. Testículos do Dragão - 119. A Menina e o Anjo da Morte - 120. O Anjo da Morte Retorna - 121. Duas Espadas - 122. "Inseto Nocivo" - 123. A Fruta - 124. Laços - 125. Espiral - 126. Especial: Tsuchikaze Kouhei (Início) - 127. Especial: Tsuchikaze Kouhei (Fim) | - 118. 龍胆 (Ryū Tan) - 119. 死神と少女 (Shinigami to Shōjo) - 120. 死神再生 (Shinigami Saisei) - 121. 二刀 (Nitō) - 122. 「毒蛾」 ("Dokuga") - 123. あけび (Akebi) - 124. つながり (Tsunagari) - 125. 螺旋 (Rasen) - 126. -特別編- 辻風黄平‹前編› (Tokubetsu-hen: Tsuchikaze Kōhei ‹Zenpen›) - 127. -特別編- 辻風黄平‹後編› (Tokubetsu-hen: Tsuchikaze Kōhei ‹Kōhen›) |

| - 128. A Carta - 129. Mão - 130. O Brilho da Onda - 131. Erva do Mar - 132. Destino - 133. Apenas a Espada - 134. Levado Pela Correnteza - 135. A Trama - 136. Kojiro e Tenki | - 128. 手紙 (Tegami) - 129. 手 (Te) - 130. 光る波 (Hikaru Nami) - 131. 藻屑 (Mokuzu) - 132. 運命 (Unmei) - 133. 剣一筋 (Ken Hitosuji) - 134. 流木 (Ryūboku) - 135. 蠢動 (Shundō) - 136. 小次郎と天鬼 (Kojirō to Tenki) |

| - 137. Um Presente do Mar - 138. Adeus Kojirou - 139. Borboleta - 140. Chamas - 141. Espada e Espada - 142. Salvador - 143. Dojo Kanemaki | - 137. 海からの授かりもの (Umi kara no Sazukarimono) - 138. さらば小次郎 (Saraba Kojirō) - 139. 揚羽蝶 (Agehachō) - 140. 炎 (Honō) - 141. 剣と剣 (Ken to Ken) - 142. 救い神 (Sukui-shin) - 143. 鐘巻道場 (Kanemaki Dōjō) |

| - 144. Mestre e Discípulo - 145. O Quinto Ano da Era Keicho - 146. Discípulo Veterano - 147. O Casulo de Jisai - 148. Tigre - 149. Banho de Sangue - 150. Tigre Insano | - 144. 師弟 (Shitei) - 145. 慶長五年 (Keichō Go-nen) - 146. 兄弟子 (Anideshi) - 147. 自斎の繭 (Jisai no Mayu) - 148. 虎 (Tora) - 149. 狂宴 (Kyōen) - 150. 狂虎 (Kyōko) |

| - 151. Aquele que Entorpece - 152. Irmãos - 153. Batalha Sangrenta - 154. Mar de Sangue - 155. A Partida - 156. Uma Vida Completa - 157. Ganryu | - 151. 鈍き者 (Nibuki Mono) - 152. 兄弟 (Kyōdai) - 153. 血戦 (Kessen) - 154. 血海 (Chikai) - 155. 旅出 (Tabi-de) - 156. 人生のすべて (Jinsei no Subete) - 157. 巌流 (Ganryū) |

| - 158. Muso Gon'nosuke - 159. Estágio - 160. Campo de Batalha - 161. Aqueles que Desafiam a Morte - 162. Demandada das Bestas - 163. Seis Horas em Sekigahara - 164. Caçadores de Refugiados | - 158. 夢想権之助 (Musō Gon'nosuke) - 159. 舞台 (Butai) - 160. 戦場 (Senjō) - 161. 死を賭した者 (Shi o Toshita Mono) - 162. 獣乱舞 (Kemono Ranbu) - 163. 関ヶ原午後六時 (Sekigahara Gogorokuji) - 164. 落武者狩り (Ochimusha Kari) |

| - 165. Tochas da Morte - 166. Amigos pela Primeira Vez - 167. A Montanha dos Sonhos Impossíveis - 168. Acima da Montanha - 169. O Oceano Distante - 170. Laços Com os Que Se Foram - 171. Katana | - 165. 鬼火 (Onibi) - 166. 初めての友だち (Hajimete no Tomodachi) - 167. 夢散る山 (Yume Chiru Yama) - 168. この山の向こう (Kono Yama no Mukō) - 169. 遠き海 (Tōki Umi) - 170. 遺髪 (Ihatsu) - 171. 刀 (Katana) |

| - 172. Filhos - 173. Desejo de Lutar - 174. Ichizo - 175. Irmão Mais Novo - 176. Mente Aberta - 177. Koun e Kojiro - 178. Koun e Kojiro 2 - 179. Koun e Kojiro 3 | - 172. 息子 (Musuko) - 173. 斬り合いたい (Kiri Aitai) - 174. 市三 (Ichizō) - 175. 弟 (Otōto) - 176. 虚心 (Kyoshin) - 177. 巨雲と小次郎 (Koun to Kojirō) - 178. 巨雲と小次郎2 (Koun to Kojirō 2) - 179. 巨雲と小次郎3 (Koun to Kojirō 3) |

## Volumes 21~30
| - 180. Encontro em Kyoto - 181. Esculpindo Demônios - 182. Primeira Neve - 183. A Mesma Lua - 184. Águia e Formiga - 185. Rendaiji - 186. Disputa ao Cair da Noite - 187. Antes do Amanhecer - 188. O Lugar a Qual Pertenço | - 180. 京に集う (Kyōto ni Tsudou) - 181. 鬼を彫る (Oni o Horu) - 182. 初雪舞う (Hatsuyuki Mau) - 183. 同じ月 (Onaji Runa) - 184. 鷲と蟻 (Washi to Ari) - 185. 蓮台寺野 (Rendaiji No) - 186. 斬り合いの夜 (Kiri Ai no Yoru) - 187. 夜明け前 (Yoake Mae) - 188. 居場所 (Ibasho) |

| - 189. Sobrecarregado - 190. A Morte de Seijuro - 191. Pintando com Água - 192. Koetsu e Myoshu - 193. Caos em Kyoto - 194. Na Boca do Povo - 195. Confronto Entre Rivais - 196. Retorno dos Vangloriosos - 197. O Verdadeiro | - 189. 背負いしもの (Shoishimono) - 190. 清十郎の死 (Seijūrō no Shi) - 191. 水で絵を描く (Mizu de Ewokaku) - 192. 光悦と妙秀 (Kōetsu to Myōshū) - 193. 京騒乱 (Kyōto Sōran) - 194. 京の有名人 (Kyō no Yūmeijin) - 195. 両雄相見ゆ (Ryōyū Aimi Yu) - 196. 天狗来る (Tengu Kuru) - 197. 本物 (Honmono) |

| - 198. Grama, Neve e Sangue - 199. Kojiro e Matahachi - 200. Os Dois Kojiros - 201. A Ponte Para o Sucesso - 202. Crescimento Arrogante - 203. Depois de Amanhã - 204. Afiando a Katana - 205. Oportunidade Desigual - 206. Pura Honestidade | - 198. 草・雪・血 (Kusa - Yuki - Chi) - 199. 小次郎と又八 (Kojirō to Matahachi) - 200. ふたり小次郎 (Futari Kojirō) - 201. 大出世への梯子 (Dai Shusse e no Hashigo) - 202. 増長 (Zōchō) - 203. 明後日 (Asatte) - 204. 刀を研ぐ (Katana o Togu) - 205. 卒啄 (Sottaku) - 206. 愚直 (Guchoku) |

| - 207. Cochilo Vespertino - 208. Encontro Casual - 209. Grande Desvio - 210. Jogando com o Inimigo - 211. Véspera - 212. Nova Manhã Radiante - 213. Lixo Sem Valor - 214. Rengeoin - 215. Já Começou | - 207. 午睡 (Gosui) - 208. 邂逅 (Kaigō) - 209. 回り道 (Mawarimichi) - 210. 戯れ敵 (Tawamure Teki) - 211. 前夜 (Zen'ya) - 212. 朝には紅顔ありて (Asa ni wa Kōgan Arite) - 213. ガラクタ (Garakuta) - 214. 蓮華王院 (Rengeōin) - 215. コウキル (Koukiru) |

| - 216. Um Ano Depois - 217. Avante Denshichiro - 218. Óbito - 219. Laços Inquebráveis - 220. Honra e Ódio - 221. Velhos Amigos - 222. Amigos - 223. Reflexões de Cima da Árvore - 224. O Pinheiro Solitário de Ichijoji | - 216. a year after - 217. 伝七郎前へ (Den Shichirō Mae e) - 218. 絶命 (Zetsumei) - 219. 分かち難き結びつき (Wakachi Gataki Musubitsuki) - 220. 尊敬と憎悪 (Sonkei to Zōo) - 221. 旧友 (Kyūyū) - 222. ともだち (Tomodachi) - 223. 樹上ニテ想フ (Jujō Nite Sō Fu) - 224. 一乗寺下り松 (Ichijōji Sagarimatsu) |

| - 225. Musashi e os Setenta Homens Nomeados - 226. No Peito dos Yoshioka - 227. Exército de Um Só - 228. Agrupados - 229. Os Rápidos - 230. Céu Amarelado - 231. Exaustão - 232. Vida - 233. Encontra o Caminho | - 225. 武蔵と七十余名の男たち (Musashi to Nana-jū Yomei no Otoko-tachi) - 226. 吉岡の懐 (Yoshioka no Futokoro) - 227. 孤軍 (Kogun) - 228. グチャグチャに (Guchagucha ni) - 229. 激流 (Gekiryū) - 230. 黄色い空 (Kiiroi Sora) - 231. 疲弊 (Hihei) - 232. Life - 233. It Finds The Way |

| - 234. Pilhas - 235. Até as Profundezas - 236. O Fim da Luta de Espadas - 237. No Caminho - 238. Necessário Para a Era - 239. Lama de Sangue - 240. Um Encontro de Sorte - 241. Um Golpe de Espada - 242. O Fim da Batalha | - 234. 累累 (Ruirui) - 235. その深みに (Sono Fukami ni) - 236. 斬り合いの果て (Kiri Ai no Hate) - 237. 道なかば (Michi-nakaba) - 238. 時代の必然 (Jidai no Hitsuzen) - 239. 血の泥 (Chi no Doro) - 240. 得難き出会い (Egataki Deai) - 241. 一の太刀 (Hitori no Tachi) - 242. 終戦 (Shūsen) |

| - 243. Sapo - 244. Caminho Solitário - 245. Reunião - 246. Não Mudou Nada - 247. Enquanto Você Dorme - 248. Pulso - 249. O Homem dos Rumores - 250. Um Fim para as Lutas - 251. Preces | - 243. 蛙 (Kaeru) - 244. 独行道 (Dokkōdō) - 245. 再会 (Saikai) - 246. 昔と同じ二人 (Mukashi to Onaji Futari) - 247. お前が眠っている間に (Omae ga Nemutte Iru Ma ni) - 248. 鼓動 (Kodō) - 249. 噂の男 (Uwasa no Otoko) - 250. 闘いの終わり (Tatakai no Owari) - 251. 祈り (Inori) |

| - 252. Musashi Aprisionado - 253. Viver Pela Espada - 254. Lar - 255. Questões - 256. Vozes - 257. Contradição - 258. Luz no Fim do Túnel - 259. Ainda com a Vareta - 260. Chamas do Ódio | - 252. 捕らわれの武蔵 (Toraware no Musashi) - 253. 剣に生きるということ (Ken ni Ikirutoiukoto) - 254. HOME - 255. 質問 (Shitsumon) - 256. 声 (Koe) - 257. 矛盾 (Mujun) - 258. 奥の光 (Oku no Hikari) - 259. マダコエダ (Madakoeda) - 260. 怨念の炎 (On'nen no Honō) |

| - 261. Luar - 262. Separação - 263. Atos de um Sonho - 264. Clamor Caloroso - 265. Somente Isso - 266. Fragmentos - 267. Caminhos Cruzados - 268. No Fio da Espada - 269. Luz | - 261. 月光 (Gekkō) - 262. 別れ (Wakare) - 263. 夢の顛末 (Yume no Tenmatsu) - 264. 陽炎 (Kagerō) - 265. ただそれだけの (Tada Soredake no) - 266. 片割れ (Kataware) - 267. 岐路 (Kiro) - 268. on the edge of the sword - 269. 光 (Hikari) |

## Volumes 31~Atual
| - 270. Vagabundo - 271. Dentro do Círculo - 272. O Sonhos se Esgotam e Voltam para Casa - 273. Mãe e Filho - 274. Mãe - 275. Mentiroso - 276. Encontro Casual - 277. Amigo - 278. Tesouro | - 270. 漂泊者 (Hyōhaku-sha) - 271. 環の中 (Wa no Naka) - 272. 夢破れて故郷に帰る (Yume Yaburete Furusato ni Kaeru) - 273. 母と子 (Haha to Ko) - 274. おふくろ (Ofukuro) - 275. 嘘つき (Usotsuki) - 276. 邂逅 (Kaigō) - 277. 友達 (Tomodachi) - 278. 宝 (Takara) |

| - 279. Ambições - 280. Ittousai, o Demônio Espadachim - 281. Um Homem Grande Cai - 282. Esta Forma - 283. Treze Anos de Idade - 284. A Espiral - 285. Aprendendo a Sorrir - 286. Tigre e Tigre - 287. O Caminho Sem a Espada | - 279. 憧れ (Akogare) - 280. 剣鬼一刀斎 (Kenki Ittousai) - 281. 巨星堕つ (Kyosei Otsu) - 282. このかたち (Kono Katachi) - 283. 十三才 (Jū-san Sai) - 284. 螺旋 (Rasen) - 285. Learning to Smile - 286. トラトトラ (Tora to Tora) - 287. 無刀だとかの類 (Mu Katanada Toka no Tagui) |

| - 288. Kokura - 289. A Canção Interior - 290. O Mundo das Pessoas - 291. 7 Anos - 292. Perfil - 293. Névoa - 294. Desistir - 295. Balão de Papel - 296. A Cidade do Kojiro | - 288. 小倉 (Kokura) - 289. 内側の音楽 (Uchigawa no Ongaku) - 290. 人の世 (Hito no Yo) - 291. 7 years - 292. 横顔 (Yokogao) - 293. 靄 (Moya) - 294. あきらめ (Akirame) - 295. 紙風船 (Kamifūsen) - 296. 小次郎の町 (Kojirō no Machi) |

| - 297. Tão Chamativo - 298. Instrutor - 299. Mogura - 300. O Futuro do Nosso Clã - 301. O Fim da Jornada - 302. Criança da Terra - 303. Terra Chuvosa | - 297. 派手すぎる (Hade Sugiru) - 298. 指南役 (Shinan-yaku) - 299. 土竜 (Mogura) - 300. 我が藩の未来 (Waga Han no Mirai) - 301. 旅路の果てに (Tabiji no Hate ni) - 302. 土の子供 (Tsuchi no Kodomo) - 303. あめつち (Ametsu Chi) |

| - 304. A Água em Fluxo - 305. O Caminho da Água - 306. Sorrisos Infinitos - 307. Ponta - 308. Gafanhotos - 309. Terra | - 304. あふれみず (Afure Mizu) - 305. 水の路 (Mizu no Michi) - 306. 無限の微笑 (Mugen no Bishō) - 307. 先っちょ (Sakitcho) - 308. 蝗 (Inago) - 309. 土 (Tsuchi) |

| - 310. Outono Tardio - 311. Vida Agitada - 312. O Campo de Arroz dos Tolos - 313. Cadáver e Vida - 314. Fôlego - 315. Quando a Água Aquecer | - 310. 晩秋 (Banshū) - 311. にぎやかな命 (Nigiyakana Inochi) - 312. 阿呆共の田んぼ (Ahō-domo no Tanbo) - 313. 屍と命 (Shikabane to Inochi) - 314. 呼吸 (Kokyū) - 315. 水ぬるむ頃 (Mizu Nurumu Koro) |

| - 316. Trovão de Primavera - 317. Puro e Claro - 318. Mudas de Arroz - 319. Algo Frágil - 320. Passeio - 321. Shuusaku Desmaia - 322. Libélulas | - 316. 春雷 (Shunrai) - 317. 清浄明潔 (Seijōmeiketsu) - 318. 早苗 (Sanae) - 319. かよわきもの (Kayowaki Mono) - 320. 畦道 (Azemichi) - 321. 秀作倒る (Shūsaku Taoru) - 322. 秋津 (Akitsu) |

### Capítulos que ainda não foram compilados em volumes
| 323. | Trajes de Viagem       | 旅衣 (Tabigoromo)                    |
| 324. | O Tesouro de Kokura    | 小倉の宝 (Kokura no Takara)          |
| 325. | Tesouro Famoso         | 名宝 (Meihō)                         |
| 326. | Para Ser um Samurai    | 侍たるもの (Samuraitaru Mono)        |
| 327. | Aquele Chamado Tadaoki | 忠興という名の (Tadaoki to Iu Na no) |